# Paraplea
Paraplea – rodzaj wodnych pluskwiaków różnoskrzydłych z rodziny pianówkowatych.

## Taksonomia
Takson opisali w 1928 roku Teiso Esaki i William Edward China. Dawniej traktowany był jako podrodzaj Plea (Paraplea) w obrębie rodzaju Plea.

## Występowanie
Rodzaj ten obejmuje wszystkie gatunki orientalne, australijskie, południowoafrykańskie oraz część amerykańskich.

## Systematyka
Do podrodzaju tego należą gatunki:
- Paraplea buenoi Kirkaldy, 1904
- Paraplea frontalis (Fieber, 1844)
- Paraplea indistinguenda (Matsumura, 1905)
- Paraplea liturata (Fieber, 1844)
- Paraplea nilionis (Drake et Chapman, 1953)
- Paraplea pallescens (Distant, 1906)
- Paraplea puella (Barber, 1923)